# ستيوارت ماكلين
ستيوارت ماكلين (بالإنجليزية: Stuart McLean)‏ هو لاعب كرة قدم بريطاني في مركز الدفاع، ولد في 13 ديسمبر 1955 في غلاسكو في المملكة المتحدة. لعب مع نادي كيلمارنوك.